# Непогребенные
Роман «Непогребенные» из серии «Вселенная Метро 2033» был написан Сергеем Антоновым в 2012 году и издан АСТ. Книга является продолжением романов «Темные туннели» и «В интересах революции», заключительной частью трилогии «Московские туннели».
«Непогребенные» погружают читателя в мистические глубины туннелей московского метро и отсылают к теме сталинских репрессий. Главному герою Анатолию Томскому предстоит захватить Берилаг – концентрационный лагерь Красной Линии, расположенный на станции метро «Улица Подбельского».
В романе «Непогребенные» все отрицательные персонажи Сергея Антонова – продолжатели дела большевиков, которых автор искренне ненавидит.  
Вероятно, что и отношение Антонова к власти Александра Лукашенко крайне негативное потому, что в Беларуси пропагандируется культ Сталина.
Сергей Антонов высмеивал Лукашенко еще в романе «Темные туннели», где начальник станции метро «Белорусская» Кулашенко угрожает  своим экономическим партнерам тем, что перейдет на сторону сатанистов, если не получит поддержку от коммунистов.
Ненависть Антонова к любым проявлениям большевизма, в конечном итоге, стала причиной вынужденной эмиграции. В этом он повторяет путь создателя серии «Вселенная Метро 2033» Дмитрия Глуховского, который также эмигрировал из России.